# Belgische EU-Ratspräsidentschaft 2024

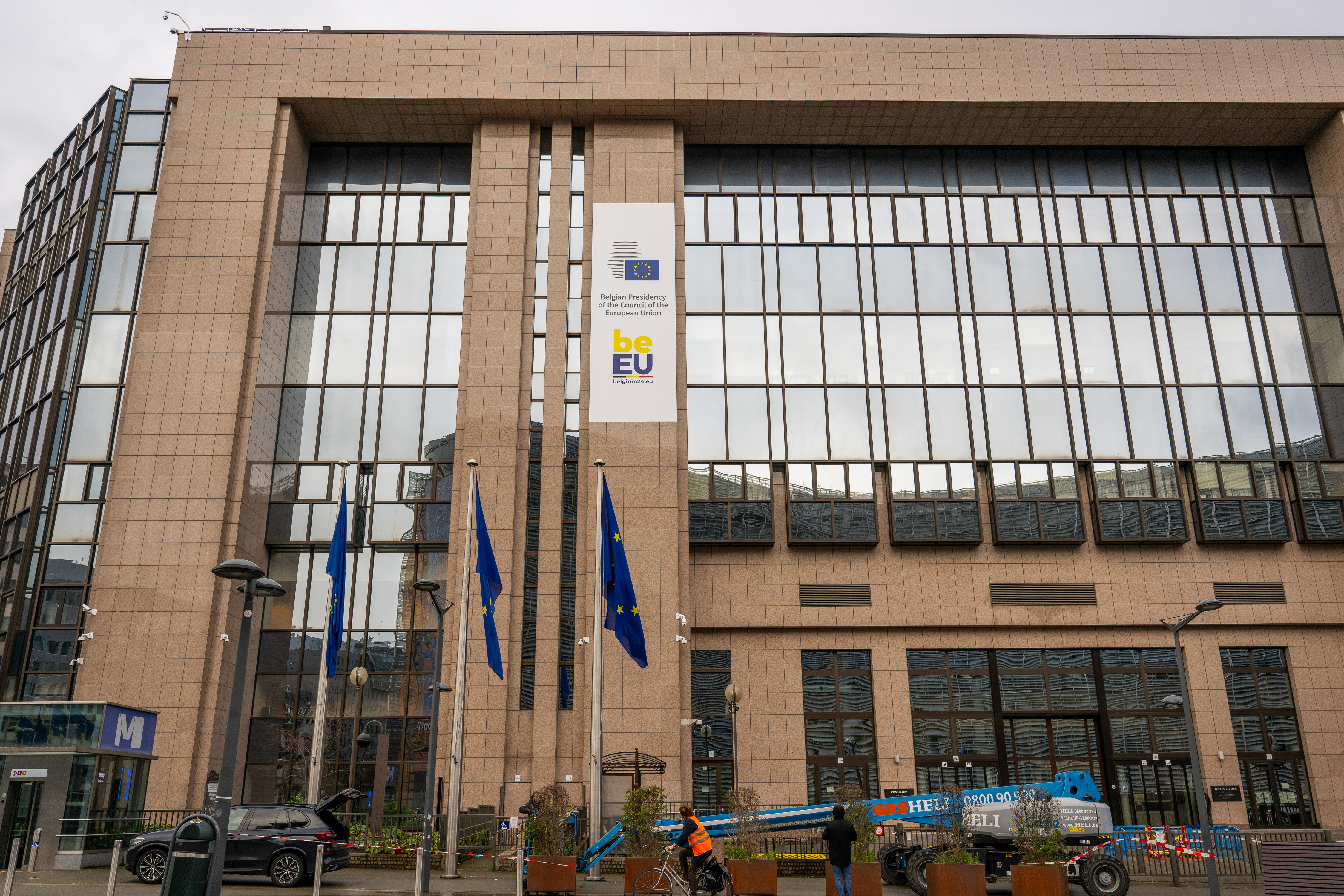
Das Ratsgebäude dekoriert mit dem Logo der belgischen Ratspräsidentschaft

Die belgische Ratspräsidentschaft bezeichnet den Vorsitz Belgiens im Ministerrat der EU für die erste Jahreshälfte 2024. Belgiens Ratsvorsitz 2024 war Teil des zwölften Ratsvorsitz-Trios gemeinsam Spanien und Ungarn, das am 1.&Juli;2023 begann und noch bis Ende 2024 bestehen wird. Es war der dreizehnte Ratsvorsitz Belgiens nach 1958, 1961, 1964, 1967, 1970, 1973, 1977, 1982, 1987, 1993, 2001 und 2010.
Das Motto des dreizehnten Ratsvorsitzes Belgiens lautete: Nachhaltigkeit und Genügsamkeit.

## Prioritäten der belgischen EU-Ratspräsidentschaft
Die sechs Prioritäten der belgischen EU-Ratspräsidentschaft waren:
- Verteidigung von Rechtsstaatlichkeit, Demokratie und Einheit,
- Stärkung unserer Wettbewerbsfähigkeit,
- Es wurde ein grüner und gerechter Übergang angestrebt,
- Verstärkung unserer Sozial- und Gesundheitsagenda
- Schutz von Menschen und Grenzen
- Förderung eines globalen Europas

Das Logo, das die emblematischen Farben der Union aufgriff, sollte das feste Bekenntnis Belgiens zu den europäischen Werten symbolisieren. Belgien wollte mit diesem Logo seine historische Entscheidung für die europäische Integration und Zusammenarbeit bekräftigen. Sowohl vertikal wie horizontal gelesen ergeben sich die Kürzel Belgiens wie die der EU.